# Ulica Gnieźnieńska w Poznaniu
Ulica Gnieźnieńska – ulica Poznania będąca przedłużeniem ul. Głównej w kierunku wschodnim. Przebiega przez tradycyjną dzielnicę Główna do granicy miasta z miejscowością Bogucin.
W czasach PRL, w latach ok. 1975 – 1985, była częścią drogi państwowej nr 48 i drogi międzynarodowej E83.
Od reformy sieci drogowej w 1985 roku aż do oddania do użytku ul. Hlonda stanowiła odcinek drogi krajowej nr 5 i trasy europejskiej E261 prowadzącej do Gniezna. Od 2012 r. podstawowe połączenie z Gnieznem realizowane jest drogą S5, przez co ul. Gnieźnieńska ma formalnie charakter drogi gminnej, zaś jej przedłużenie w 2017 roku włączono do drogi wojewódzkiej nr 194.

## Ograniczenia w ruchu
Przejazd pod wiaduktem kolejowym jedynie dla pojazdów nie przekraczających wysokości 3,7 metra.

## Opisane obiekty przy ulicy
- linia kolejowa nr 356 do Wągrowca – przechodzi wiaduktem nad ulicą,
- Kolonia Karlsbunne (Gnieźnieńska 24–31),
- zakłady Nivea Polska (Gnieźnieńska 32),
- staw Kajka,
- Cmentarz Miłostowo – wejście północne,
- dawny Lager Elektro-Mühle,
- dawna wieś Główieńskie Olędry.